# Rick Mears

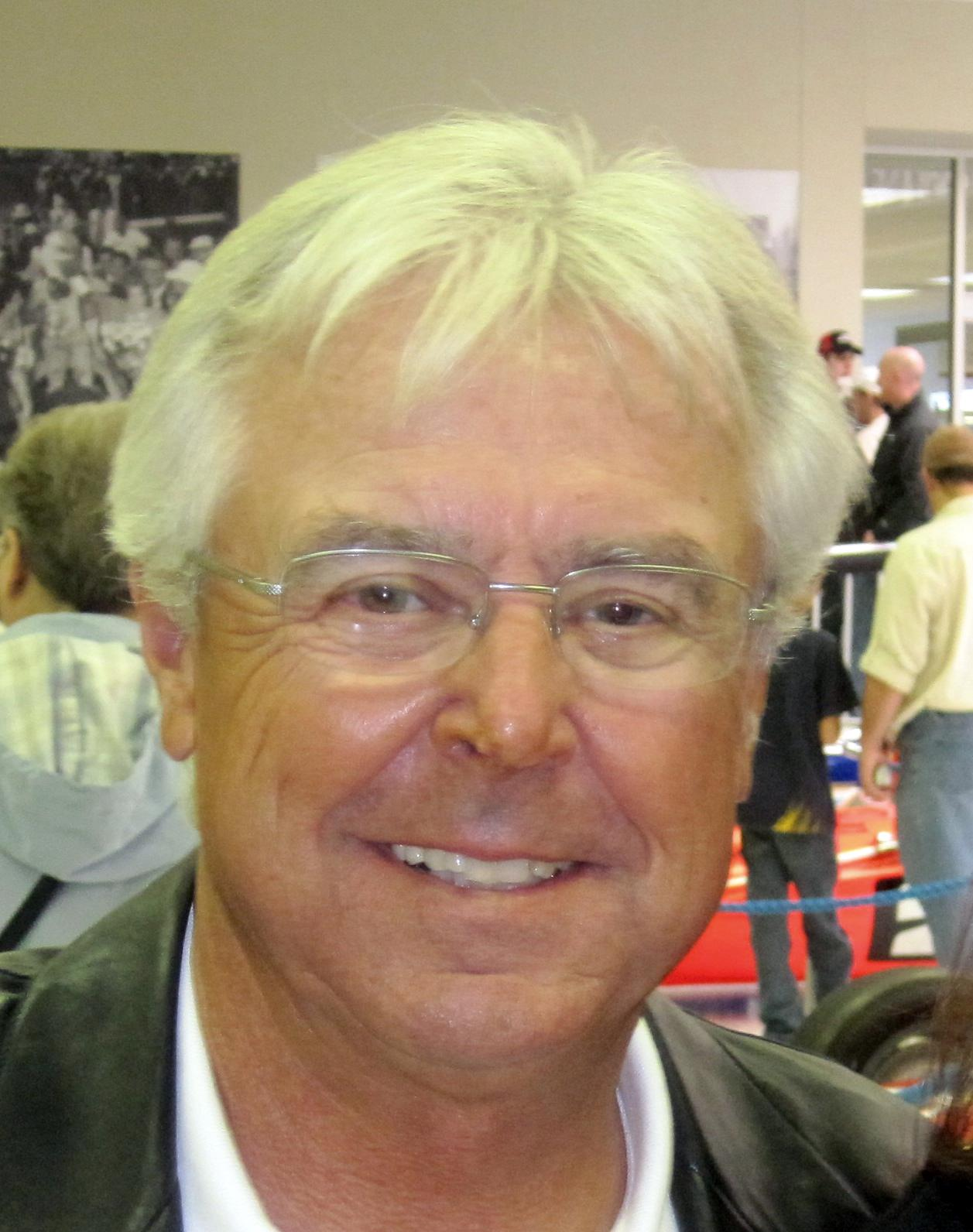
Rick Mears

Rick Ravon Mears (* 3. Dezember 1951 in Wichita, Kansas) ist ein ehemaliger US-amerikanischer Automobilrennfahrer.

## Karriere

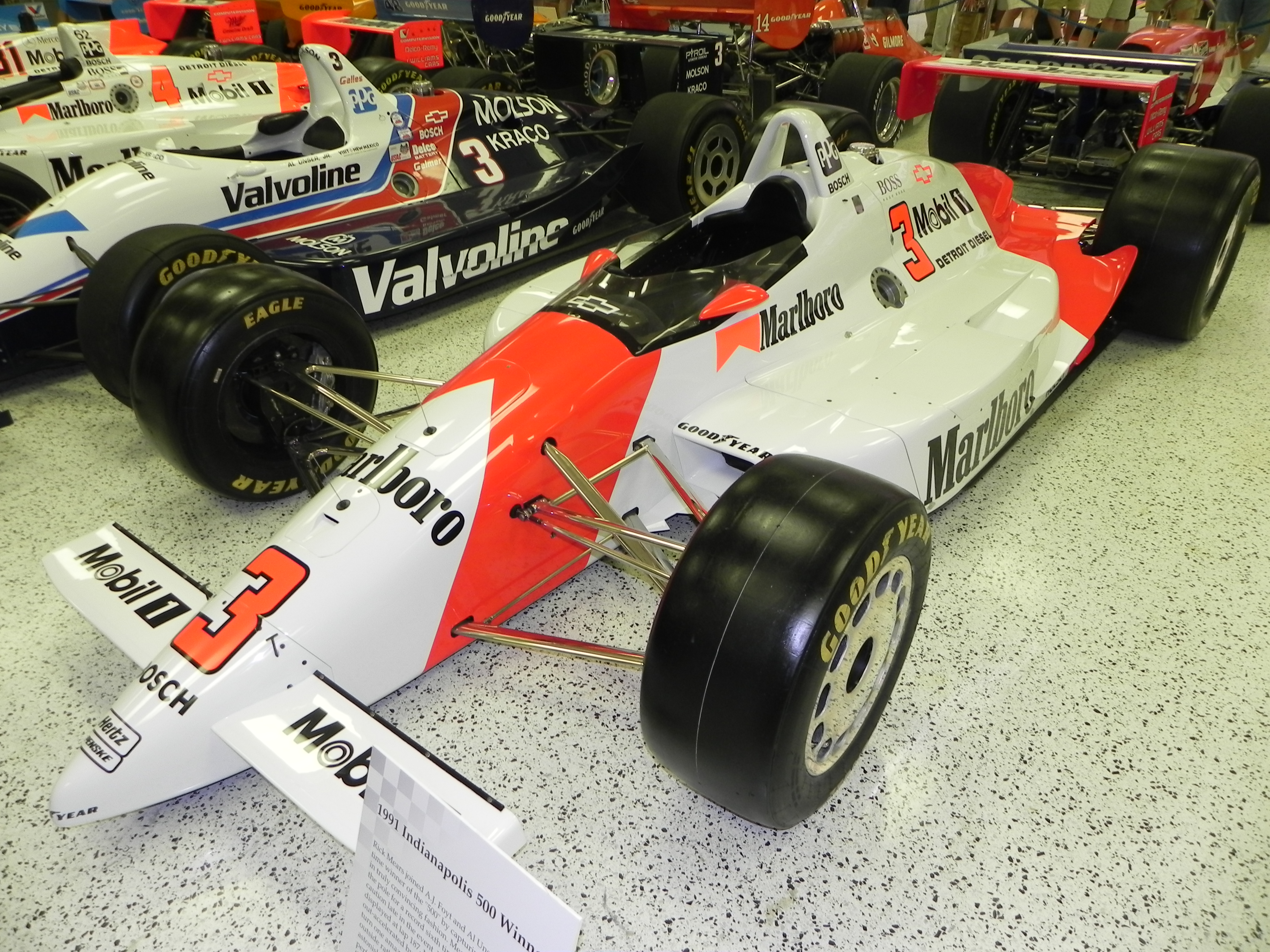
Das Sieger-Auto (Penske) von Rick Mears 1992 bei den Indianapolis 500

Nach dem Beginn Rick Mears Karriere in der Offroad-Szene ging er im Jahr 1976 in die USAC-Meisterschaft. Nach zwei Jahren in kleinen Teams wurde er von Roger Penske entdeckt. Nach drei Rennsiegen in der USAC-Serie 1978, bot ihm Penske einen Platz in seinem Indy-Car-Team an. Ab dem Jahr 1979 ging es mit der Karriere von Mears steil nach oben. Er gewann gleich im ersten Jahr das Indianapolis-500-Rennen und die Meisterschaft. Zwei weitere Meistertitel folgten 1981 und 1982. Insgesamt gewann Mears das Indy 500 vier Mal, dies haben bis anhin nur A. J. Foyt, Al Unser Senior  und Hélio Castroneves geschafft und er stand sechsmal auf der Pole-Position. Seine Fähigkeiten auf Oval- wie auch auf Straßenkursen waren in der Szene unbestritten. Bereits 1980 wurde Bernie Ecclestone, damals noch Inhaber vom Team Brabham in der Formel 1, auf den Amerikaner aufmerksam und bot ihm Testfahrten an. Trotz eines erfolgreichen Tests konnte ihn das Brabham-Team aus Sponsorengründen nicht engagieren. Ein schwerer Unfall in Montreal, mit erheblichen Beinverletzungen, beendete die besten Jahre in Rick Mears Karriere. Zu diesem Zeitpunkt war er bereits 33 Jahre alt. Am Ende der Saison 1992 gab Mears den Rücktritt bekannt. Seit 2010 arbeitet Rick Mears als Berater für Penske Racing.

## Familie
Rick Mears ist der Bruder von Roger Mears, Vater von Off-Road-Fahrer Clint Mears und der Onkel des NASCAR-Sprint-Cup-Serie-Fahrer Casey Mears. Rick Mears war zweimal verheiratet (Christyn Bowen, 1986–2002 und Dina Lynn Hogue, 1972–1983).

## Auszeichnungen
- International Motorsports Hall of Fame (seit 1997)
- Motorsports Hall of Fame of America (seit 1998)

## Statistik

### PPG Indycar Series
| Jahr | Team        | 1      | 2       | 3       | 4       | 5      | 6      | 7      | 8      | 9      | 10     | 11     | 12      | 13     | 14    | 15     | 16     | 17    | Rang | Punkte |
| ---- | ----------- | ------ | ------- | ------- | ------- | ------ | ------ | ------ | ------ | ------ | ------ | ------ | ------- | ------ | ----- | ------ | ------ | ----- | ---- | ------ |
| 1979 | Team Penske | PHX 2  | ATL 5   | ATL 2   |         |        |        | MCH 4  | MCH 5  |        | TRE 1  | ONT 2  | MCH 3   | ATL 1  | PHX 3 |        |        |       | 1    | 4060   |
| 1979 | Team Penske |        |         |         | INDY 1  | TRE 5  | TRE 7  |        |        | WGL 2  |        |        |         |        |       |        |        |       | 1    | 4060   |
| 1980 | Team Penske | ONT 21 |         |         |         |        |        |        |        |        |        |        |         |        |       |        |        |       | 4    | 2866   |
| 1980 | Team Penske |        | INDY 5  | MIL 5   | POC 12  | MDO 9  | MCH 4  | WGL 2  | MIL 2  | ONT 3  | MCH 3  | MEX 1  | PHX 7   |        |       |        |        |       | 4    | 2866   |
| 1981 | Team Penske | PHX 4  | MIL     | ATL 1   | ATL 1   | MCH 3  | RIV 1  | MIL 2  | MCH 1  | WGL 1  | MEX 1  | PHX 8  |         |        |       |        |        |       | 1    | 304    |
| 1982 | Team Penske | PHX 1  | ATL 1   | MIL 3   | CLE 4   | MCH 15 | MIL 12 | POC 1  | RIV 1  | ROA 5  | MCH 25 | PHX 2  |         |        |       |        |        |       | 1    | 294    |
| 1983 | Team Penske | ATL 8  | INDY 3  | MIL 3   | CLE 7   | MCH 4  | ROA 17 |        |        |        |        |        |         |        |       |        |        |       | 6    | 92     |
| 1983 | Team Penske |        |         |         |         |        |        | POC 3  | RIV 19 | MDO 9  | MCH 1  | CPL 13 | LAG 21  | PHX 17 |       |        |        |       | 6    | 92     |
| 1984 | Team Penske | LBH 21 | PHX 18  |         |         |        |        |        |        |        |        |        |         |        |       |        |        |       | 5    | 110    |
| 1984 | Team Penske |        |         | INDY 1  | MIL 2   | POR 10 | MEA 10 | CLE 4  | MCH 3  | ROA 4  | POC 2  | MDO 5  | SAN DNS | MCH    | PHX   | LAG    | CPL    |       | 5    | 110    |
| 1985 | Team Penske | LBH    | INDY 21 | MIL 3   | POR     | MEA    | CLE    | MCH 30 | ROA    | POC 1  | MDO    | SAN    | MCH 2   | LAG    | PHX   | MIA    |        |       | 10   | 51     |
| 1986 | Team Penske | PHX 19 |         | INDY 3  | MIL 3   | POR 16 |        | CLE 4  | TOR 8  | MCH 12 | POC 8  |        |         |        |       |        |        |       | 8    | 89     |
| 1986 | Team Penske |        | LBH 20  |         |         |        | MEA 19 |        |        |        |        |        | SAN 18  |        |       | LAG 17 |        | MIA 3 | 8    | 89     |
| 1986 | Team Penske |        |         |         |         |        |        |        |        |        |        | MDO 17 |         | MCH 8  | ROA 3 |        | PHX 20 |       | 8    | 89     |
| 1987 | Team Penske | LBH 9  | PHX 20  |         |         | POR 3  | MEA 18 | CLE 7  | TOR 10 |        |        |        |         |        |       |        |        |       | 5    | 102    |
| 1987 | Team Penske |        |         | INDY 23 | MIL 21  |        |        |        |        | MCH 21 | POC 1  | ROA 9  | MDO 4   | NAZ 3  | LAG 3 | MIA 5  |        |       | 5    | 102    |
| 1988 | Team Penske | PHX 22 | LBH 8   | INDY 1  | MIL 1   | POR 6  | CLE 23 | TOR 6  | MEA 3  | MCH 13 | POC 23 | MDO 3  | ROA 12  | NAZ 7  | LAG 5 | MIA 2  |        |       | 4    | 129    |
| 1989 | Team Penske | PHX 1  | LBH 5   | INDY 23 | MIL 1   | DET 5  | POR 8  | CLE 5  | MEA 4  | TOR 5  | MCH 7  | POC 2  | MDO 6   | ROA 3  | NAZ 2 | LAG 1  |        |       | 2    | 186    |
| 1990 | Team Penske | PHX 1  | LBH 6   | INDY 5  | MIL 2   | DET 4  | POR 5  | CLE 8  | MEA 2  | TOR 12 | MCH 14 | DEN 7  | VAN 4   | MDO 7  | ROA 3 | NAZ 2  | LAG 4  |       | 3    | 168    |
| 1991 | Team Penske | SRF 3  | LBH 4   | PHX 5   | INDY 1  | MIL 15 | DET 5  | POR 6  | CLE 17 | MEA 3  | TOR 20 | MCH 1  | DEN 8   | VAN 6  | MDO 6 | ROA 15 | NAZ 15 | LAG 5 | 4    | 145    |
| 1992 | Team Penske | SRF 2  | PHX 8   | LBH 6   | INDY 26 | DET    | POR 7  | MIL 16 | NHA 4  | TOR    | MCH 16 | CLE    | ROA     | VAN    | MDO   | NAZ    | LAG    |       | 13   | 47     |

(Legende)

### Sebring-Ergebnisse
| Jahr | Team                | Fahrzeug        | Teamkollege  | Teamkollege    | Platzierung | Ausfallgrund |
| ---- | ------------------- | --------------- | ------------ | -------------- | ----------- | ------------ |
| 1979 | Dick Barbour Racing | Porsche 935/77A | Dick Barbour | Rolf Stommelen | Rang 4      |              |